# Saint-Benoît-de-Carmaux
Saint-Benoît-de-Carmaux (okzitanisch Sant Benesch de Carmauç) ist eine französische Gemeinde im Département Tarn in der Region Okzitanien. Sie gehört zum Arrondissement Albi und zum Kanton Carmaux-2 Vallée du Cérou.

## Geografie
Der Ort mit 2059 Einwohnern (Stand 1. Januar 2022) liegt am nordwestlichen Stadtrand von Carmaux und wird vom Fluss Cérou durchflossen.

## Bevölkerungsentwicklung
| 1962 | 1968 | 1975 | 1982 | 1990 | 1999 | 2006 | 2015 |
| ---- | ---- | ---- | ---- | ---- | ---- | ---- | ---- |
| 3910 | 3579 | 3171 | 2745 | 2431 | 2265 | 2137 | 2157 |